# غواصة الفئة السابعة سي
غواصة من الفئة السابعة سي كان فئة من غواصات يو التي خدمت في بحرية ألمانية النازية كريغسمارينه طوال فترة الحرب العالمية الثانية. تم تشغيل 568 غواصة من هذه الفئة بين عامي 1940 و1945.  شكلت جزء أساسي من القوة البحرية الرئيسية في معركة الأطلسي.
ضمت الفئة السابعة 5 أصناف: الفئة السابعة إيه والفئة السابعة بي والفئة السابعة سي والفئة السابعة سي/41 والفئة السابعة سي/42. 

## خصائص الغواصات من الفئة السابعة
- الغواصات البحرية الألمانية.
- غواصات البحرية الألمانية النازية الأكثر نجاحا في الحرب العالمية الثانية.
- الغواصة الألمانية نوع الحادي والعشرون

1. ↑  "Type VIIC, U-boat Types" (بالإنجليزية). u-boat.net. Archived from the original on 2017-01-12.
2. ↑  "U-boat types". u-boat.netlíngua2=en. مؤرشف من الأصل في 2019-08-22.

## قائمة المراجع
- ستيرن ، روبرت س. (1991). اكتب السابع U- قوارب. أنابوليس ، ماريلاند (الولايات المتحدة الأمريكية): مطبعة المعهد البحري. ISBN 1-55750-828-3 .
- بيتر شارب ، ملف حقائق U-Boat. ميدلاند للنشر ، إنجلترا ، 1998. ISBN 1-85780-072-9 .
- Rohwer، J. and Hummelchen، G. (1992). التسلسل الزمني للحرب في البحر 1939-1945. مطبعة المعهد البحري. ISBN 1-55750-105-X .

## الروابط الخارجية
- Modificaciones externas en los uboot del Tipo VII, U-historia.
- Deutsche U-Boote 1935 - 1945.
- UBoote U 444, Lexikon der Wehrmacht.
- Type VII U-Boat Modifications, Dougie Martindale.
- Type VII U-Boat Ocean-Going Diesel-Electric Submarine, MilitaryFactory.